# 袁似道
袁似道（1191年—1257年）。字子源，一字静奇，庆元府鄞县（今浙江宁波市鄞州区）人，南宋学者、藏书家。

## 生平
祖父袁升，父亲袁韶，子袁洪，孙袁桷。早年以父荫入太学，补任承务郎，监管无为县襄安镇。南宋淳祐七年（1247年），出任嘉兴府通判，累官襄州知州。因与当时贾似道同名而辞官隐退。
父亲袁韶身前有贮书堂。袁似道继承父业，筑有“南园”，藏书高达数万卷，并有刻书。